# Liman Tylihulski
Liman Tylihulski (ukr. Тилігульський лиман, Tylihulśkyj łyman) – słony liman znajdujący się u ujścia Tylihułu na wybrzeżu Morza Czarnego w obwodzie odeskim i mikołajowskim Ukrainy. Obszar ochrony przyrody wpisany na listę konwencji ramsarskiej.
Jego długość wynosi 60 km, szerokość do 4½ km, głębokość do 21 m, powierzchnia 26 tys. ha. Dno limanu jest muliste. Od morza oddzielony jest mierzeją (kosą) o długości około 4 km, po której przebiega droga magistralna M14 (E58). 